# 41450 Medkeff
41450 Medkeff este un asteroid din centura principală de asteroizi.

## Descriere
41450 Medkeff este un asteroid din centura principală de asteroizi. A fost descoperit pe 1 iunie 2000 la Anza, California de Michael Collins (astronom) și Minor White (astronom). Asteroidul prezintă o orbită caracterizată de o semiaxă mare de 2,39 ua, o excentricitate de 0,14 și o înclinație de 2,3° în raport cu ecliptica.